# 马里尼 (马恩省)
马里尼（法語：Marigny，法語發音：[maʁiɲi]）是法国马恩省的一个市镇，属于埃佩尔奈区。

## 地理
马里尼（48°39'49"N, 3°51'59"E）面积11.73 平方千米，位于法国大東部大區马恩省，该省份为法国东北部内陆省份，北起阿登省，西北接埃纳省，西南接塞纳-马恩省，南至奥布省，东南接上马恩省，东临默兹省。
与马里尼接壤的市镇（或旧市镇、城区）包括：普勒尔、昂格吕泽勒和库尔塞勒、拉沙佩勒拉松、盖村、塔阿。

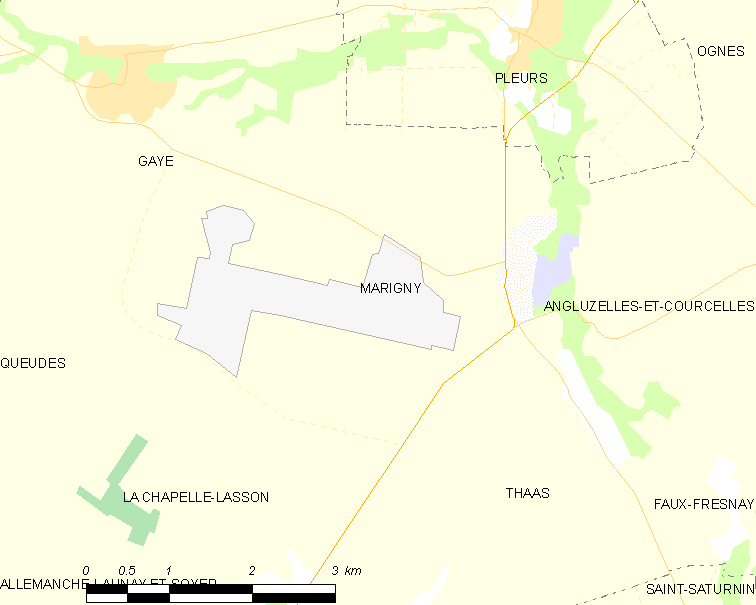
的OSM定位图

马里尼的时区为UTC+01:00、UTC+02:00（夏令时）。

## 行政
马里尼的邮政编码为51230，INSEE市镇编码为51351。

## 政治
马里尼所属的省级选区为韦尔蒂-香槟平原县。

## 人口

1962-2008年间人口变化图示

马里尼于2022年1月1日时的人口数量为115人。